# Цимент (роман)
Вижте пояснителната страница за други значения на Цимент.
Цимент е роман на руско-съветския писател Фьодор Гладков (Федор Гладков във второто българско издание от 1949 година)
„Цимент“ е едно от първите произведения на социалистическия реализъм и един от най-първите романи на производствена тема. Написан е в първата половина на 20-те години и е издаден през 1925 година. След направена критика и от Максим Горки, който се отзовава като цяло положително за романа, авторът преработва романа съществено.
Скоро след издаването на романа на руски език, той е преведен на немски, френски и други езици.
Авторът на романа Фьодор Гладков е един от 313-те автори, чиито книги се изгарят в Германия през 1933 година.
В България е преведен първоначално през 1928 г. от Димитър Полянов, но е конфискуван от полицията. През 1932 г. излиза с нов превод, но също е конфискуван. След 1944 г. е направен нов превод от Борис Светлинов, който претърпява няколко издания. Излиза от издателство Народна култура в библиотека Световна класика през 1977 г. в превод от Виолета Москова-Еленска.